# Liolaemus filiorum
Espèce
Liolaemus filiorum est une espèce de sauriens de la famille des Liolaemidae.

## Répartition
Cette espèce est endémique de la province d'El Loa dans la région d'Antofagasta au Chili.

## Publication originale
- Ramirez Leyton & Pincheira-Donoso, 2005 : Fauna del Altiplano y Desierto de Atacama. Phrynosaura Ediciones, p. 1-395.